# سوزان بیانچتی
سوزان بیانچتی (فرانسوی: Suzanne Bianchetti‎; ۲۴ فوریهٔ ۱۸۸۹ – ۱۷ اکتبر ۱۹۳۶) بازیگر تئاتر و بازیگر سینما اهل فرانسه بود.
از فیلم‌ها یا برنامه‌های تلویزیونی که وی در آنها نقش داشته‌است می‌توان به ناپلئون و کاگلیوسترو اشاره کرد.